# Villa Friedrichsruh

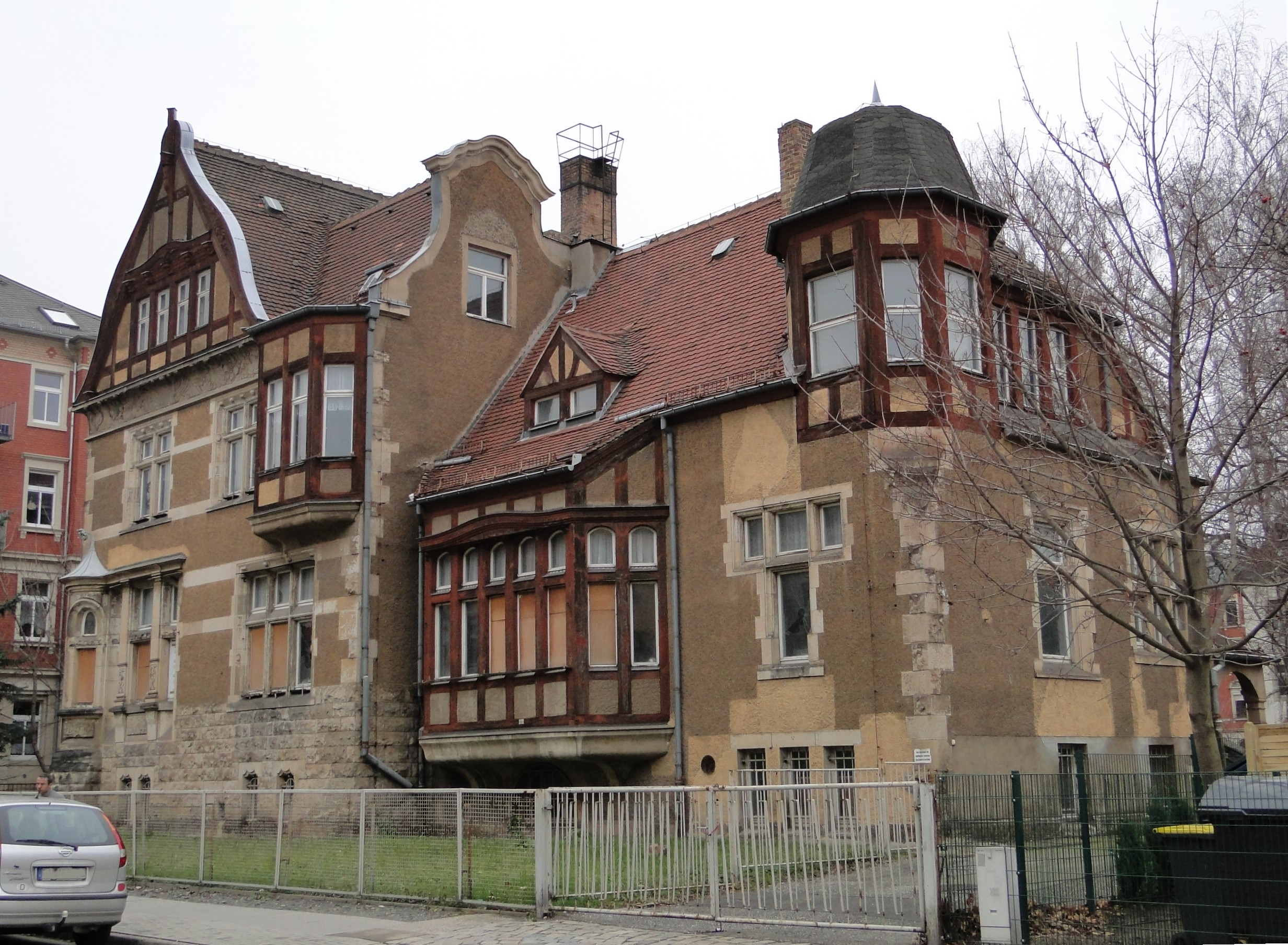
Villa Friedrichsruh, 2009

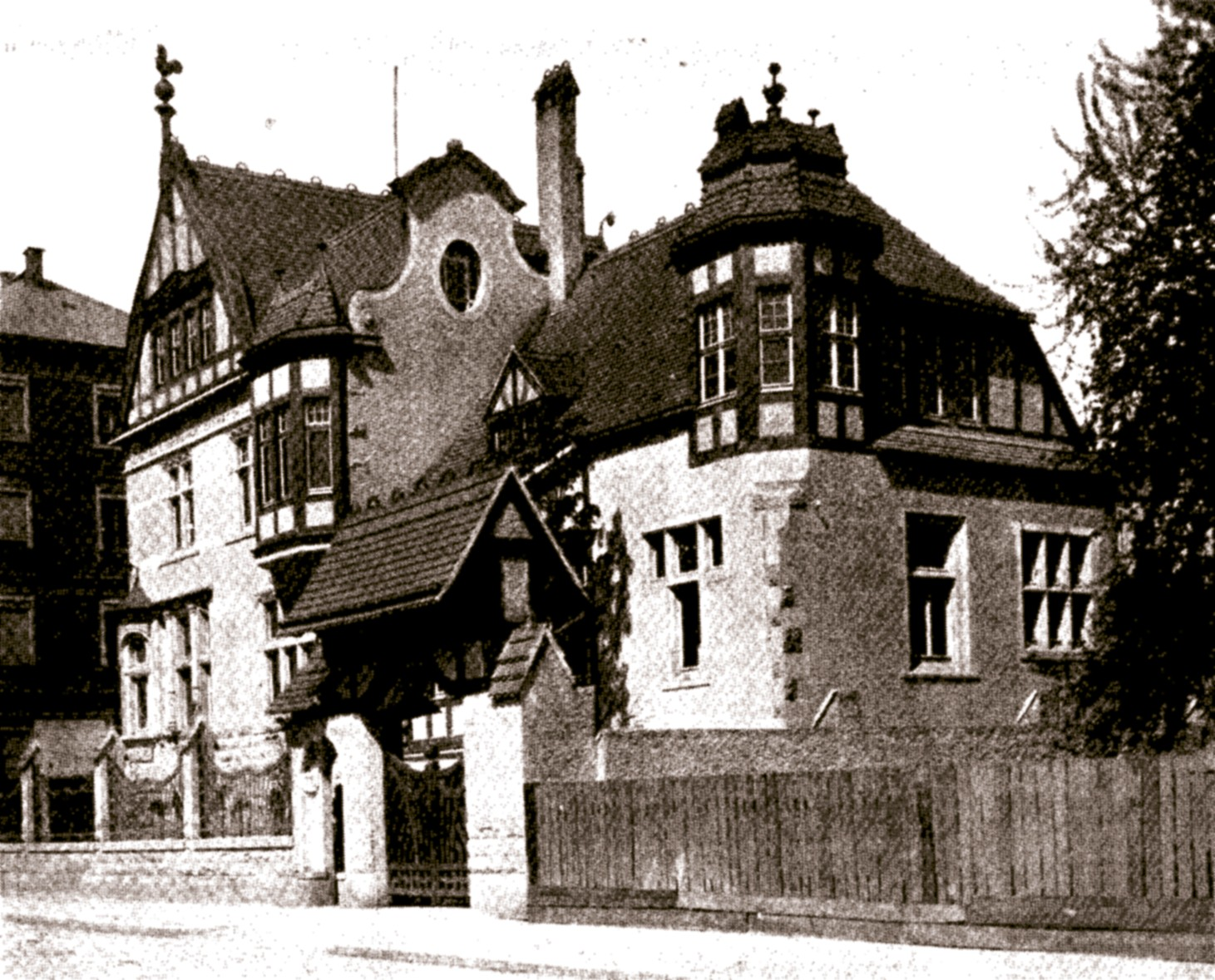
Villa Friedrichsruh, 1903

Die Villa Friedrichsruh ist eine großbürgerliche Villa in Dresden-Löbtau, Hermsdorfer Straße 16. Das Haus wurde 1898 erbaut und steht unter Denkmalschutz.

## Geschichte
Die Villa Friedrichsruh wurde 1898 von den Dresdner Architekten Schilling & Graebner auf einem 1830 Quadratmeter großen Grundstück errichtet. Bauherr war der Privatier und Löbtauer Gemeindeälteste Gustav Adolf Friedrich, spätestens 1904 war die Villa aber in das Eigentum des in der Seevorstadt wohnenden Kaufmanns Heinrich Schmidt übergegangen. Die Kosten für Haus und Einfriedung beliefen sich auf 110.000 Mark. Zunächst lautete die Adresse noch Dorfstraße 20, die Straße erhielt 1904 den Namen Hermsdorfer Straße, aus der Hausnummer 20 wurde wenige Jahre später die Hausnummer 16.
Die Villa wurde bereits um 1914 als Betreuungsstelle des Vereins für Mütter- und Säuglings-Fürsorge genutzt, später betrieben vom Wohlfahrtsamt der Stadt Dresden, und diente nach Ende des Zweiten Weltkriegs bis kurz nach der Wende als Kinderkrippe und Sauna für den benachbarten Kindergarten. Um 2010 stand das Haus seit längerer Zeit leer. Seit einer 2020 abgeschlossenen Sanierung befinden sich in dem Haus Praxisräume und Wohnungen.

## Architektur

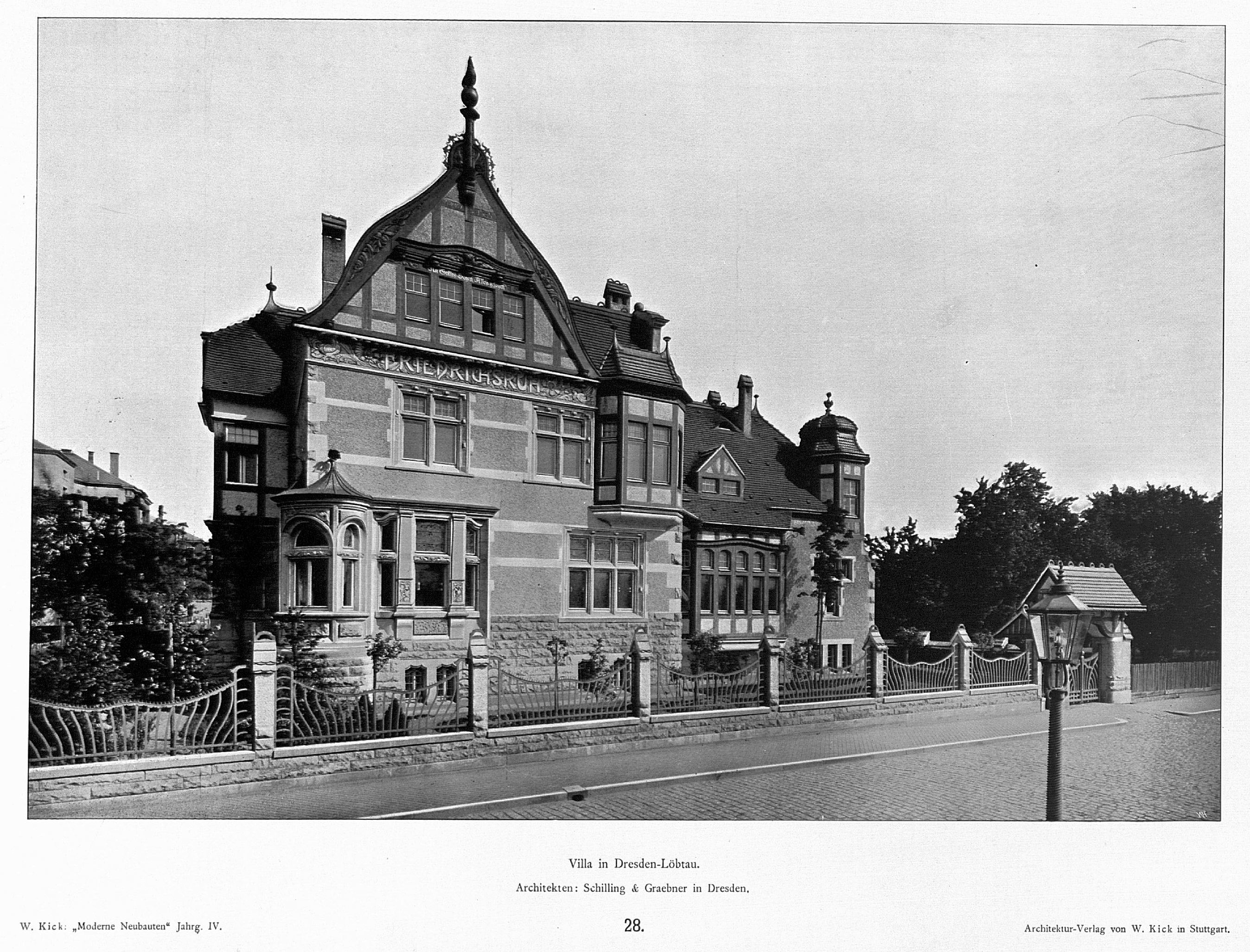
Villa Friedrichsruh, 1902

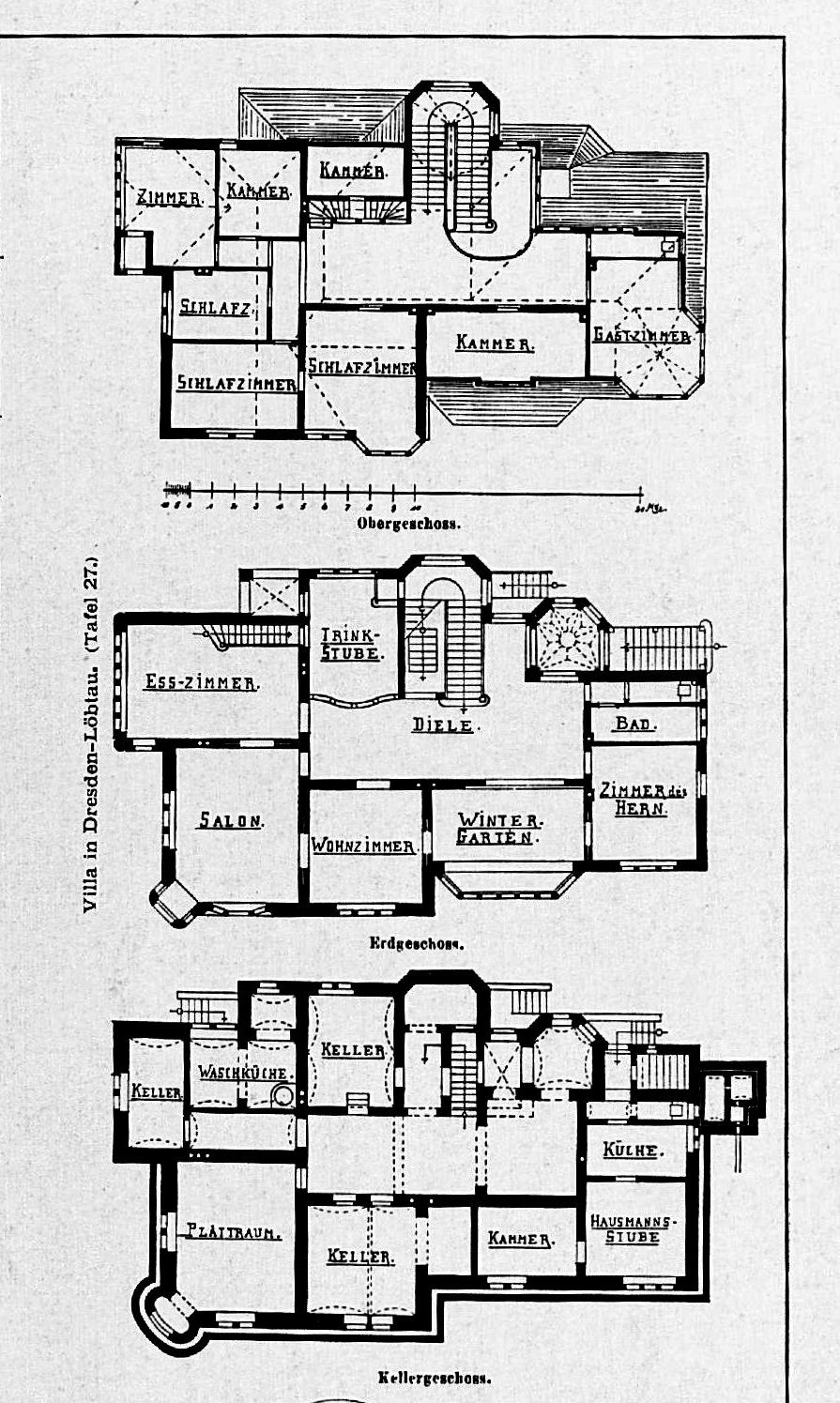
Grundrisse

Die Villa Friedrichsruh wurde als Putzbau mit Gliederungen in Elbsandstein errichtet, die Erker, der Giebel und andere Teile waren in unverkleidetem Holz-Fachwerk konstruiert. Die Architektur weist sowohl stilistische Einflüsse der Neurenaissance als auch des Jugendstils auf. Am Hauptgesims unter dem großen Giebel der Straßenseite war die Inschrift „Friedrichsruh“ in Versalien angebracht, die heute nicht mehr vorhanden ist. Zum ersten Mal an einem Bauwerk von Schilling & Graebner wurde ein Naturstein-Sockel ohne nach oben abschließendes Gesims ausgeführt, der hier flächig in die verputzten Fassaden übergeht. Die Bossenquader des Sockels wurden zudem nicht nachbearbeitet, sondern mit ihrer natürlichen Bruchfläche versetzt.
Die Villa besitzt einen unregelmäßigen Grund- und Aufriss, in der zeitgenössischen Literatur wird auf die „eigenartige Grundrissanlage“ hingewiesen. Die Architekten folgten dem Wunsch des Bauherrn, „im Erdgeschoss einmal die sämtlichen dem Tages- und dem gesellschaftlichen Verkehr dienenden Räume vereinigt und zweitens ihre Folge durch einen Wintergarten unterbrochen zu sehen“.
Die Villa kann durch eine überdeckte Freitreppe betreten werden, wodurch man in die polygonale Vorhalle kommt. Von dort betritt man die große Diele, von der aus der Wintergarten zu sehen war. Links der Diele waren die Sanitärräume angelegt und daneben das Herrenzimmer. Im Uhrzeigersinn schlossen sich an der Wintergarten, der von fast allen Räumen aus einsehbar war, das Wohnzimmer, der Salon und das Esszimmer. Ein im Grundriss als „Trinkstube“ bezeichneter Raum war als erhöht liegendes Zwischengeschoss angelegt, das über eine besondere Treppe aus dem Esszimmer und vom Wendepodest der Haupttreppe zugänglich war. Darunter (also mit geringerer Raumhöhe als die übrigen Erdgeschossräume) war die Küche angeordnet.
Der Zwischengeschossraum seinerseits ragte ins Obergeschoss hinein, die über ihm gelegene Kammer war über mehrere Stufen von der Obergeschoss-Diele erreichbar, die ansonsten mehrere Kammern und Schlafzimmer, darunter ein Gästezimmer, erschloss. Erdgeschoss, Obergeschoss und Dachgeschoss umfassten 17 Räume. „Die Gruppierung der Räume und ihre Ausbildung im Aeusseren sind mit bestimmter Absicht auf malerische Wirkung berechnet.“ Im Inneren war die Villa eher schmucklos gehalten, nur das Speisezimmer war nach Plänen von Schilling & Graebner etwas aufwändiger durch Tischlermeister Hengst in Pirna ganz in Holz ausgestattet. Im Jahr 1970 wurde die Villa durch einen rückwärtigen Anbau mit Garage ergänzt.